# Joseph Takahashi
Joseph S. Takahashi (* 16. Dezember 1951 in Tokio) ist ein japanisch-US-amerikanischer Neurowissenschaftler, der sich mit Circadianer Rhythmik befasst.
Takahashi besuchte die High School in Rockville (Maryland) mit dem Abschluss 1970 und studierte am Swarthmore College Biologie mit dem Bachelor-Abschluss 1974. Danach setzte er sein Studium bei Michael Menaker an der University of Texas at Austin fort, folgte Menaker an die University of Oregon, an der er 1981 promoviert wurde. Als Post-Doktorand war er bis 1983 am National Institute of Mental Health bei Martin Zatz. Danach ging er an die Northwestern University, an der er Professor wurde. 1983 wurde er Forschungsstipendiat der Alfred P. Sloan Foundation (Sloan Research Fellow). 2008 wurde er Professor am University of Texas Southwestern Medical Center in Dallas (Lloyd B. Sands Distinguished Chair in Neuroscience). Außerdem ist er Forscher am Howard Hughes Medical Institute.
Er befasst sich mit der Inneren Uhr bei Säugetieren (Maus, Mensch). 1994 entdeckte er mit seinem Team das Clock-Gen und klonte es 1997. Er untersuchte auch Störungen der inneren Uhr und arbeitet dabei mit der Pharmafirma Hypnion zusammen.
2003 wurde er Mitglied der National Academy of Sciences, 2014 der National Academy of Medicine und 2000 der American Academy of Arts and Sciences. 2001 erhielt er den W. Alden Spencer Award. 2019 erhielt er den Gruber-Preis für Neurowissenschaften.

## Schriften (Auswahl)
Außer den in den Fußnoten zitierten Arbeiten:
- mit Martin Zatz: Regulation of circadian rhythmicity, Science, Band 217, 1982, S. 1104–1111
- mit N. Gekakis u. a.: Role of the CLOCK Protein in the Mammalian Circadian Mechanism, Science,  Band 280, 1998, S. 1564–1569, PMID 9616112
- als Herausgeber mit F. W. Turek, R. Y. Moore: Handbook of Behavioral Neurobiology: Volume 12 Circadian Clocks, Kluwer 2001
- mit F. W. Turek u. a.: Obesity and Metabolic Syndrome in Circadian Clock Mutant Mice, Science, Band 308, 2005, S.  1043–1045. PMID 15845877
- mit K. M. Ramsey u. a.: Circadian Clock Feedback Cycle Through NAMPT-Mediated NAD+ Biosynthesis, Science, Band 324, 2009, S. 651–654
- mit J. Bass: Circadian integration of metabolism and energetics, Science, Band 330, 2010, S. 1349–1354